# Tío Marvel
Tío Marvel (Dudley H. Dudley) es un personaje de cómic ficticio, creado originalmente para Fawcett Comics, y hoy propiedad de DC Comics, que aparece en historias sobre el equipo de superhéroes de la Familia Marvel.

## Historial de publicaciones
Creado por Otto Binder y Marc Swayze, Tío Marvel fue creado principalmente como un personaje secundario de Mary Marvel y apareció por primera vez en Wow Comics # 18 en octubre de 1943.

## Biografía ficticia
Un hombre viejo y rechoncho llamado Dudley, el tío Marvel no tenía superpoderes reales. Encontró el libro de cuentas de buenas obras de Mary Batson, que ella mantuvo para registrar sus buenas acciones, pero lo dejó caer y lo leyó, descubriendo su secreto. Afirmando ser el tío de Mary Batson, el alter ego adolescente de Mary Marvel, de California, Dudley intentó entrar en la Familia Marvel. Los Marvel, que poseían la sabiduría de Salomón, vieron a través de las maquinaciones de Dudley, pero como él era, en su opinión, un "viejo fraude adorable", permitieron que Dudley se uniera al equipo como su manager, el Tío Marvel, y se burlaron de su pretensión de tener poderes de Marvel. Cuando se le pedía que hiciera uso de sus supuestos superpoderes, Dudley siempre se quejaba de que su "shazambago" estaba actuando e interfiriendo con sus poderes, aunque los Marvel siempre supieron más.
Aunque se juega principalmente como alivio cómico, Dudley juega un papel clave en Marvel Family # 1 mientras engaña al villano Marvel Black Adam (que debuta en esa historia) para que diga la palabra mágica "Shazam" y vuelva a ser mortal. En Mary Marvel # 7, después de que Mary detiene a algunos matones, Dudley hace que Mary prometa no convertirse en Mary Marvel hasta la medianoche, para demostrar que está indefensa sin Mary Marvel. Luego envía a dos hombres a robar la oficina, sin saber que son criminales reales que secuestran a Mary y tratan de retenerla para pedir un rescate. Los criminales intentan obligar a Dudley a escribir una nota de rescate, pero llega la medianoche y Mary se transforma en Mary Marvel para detenerlos.
El Tío Marvel continuó apareciendo en las historias de Familia Marvel hasta 1948, momento en el que el personaje se eliminó silenciosamente. Regresó a los cómics de Familia Marvel cuando DC Comics comenzó a publicar nuevas historias y reimpresiones bajo el título ¡Shazam! en 1973, lo pusieron en animación suspendida, junto con muchos otros personajes de Fawcett, explicado como un ataque que salió mal por parte de la familia Sivana. De nuevo se hace cargo de Shazam Incorporated. Después de cuarenta años de aparecer en los cómics de Familia Marvel, el tío Dudley fue renovado en 1987 junto con el resto de la franquicia Shazam!. En la miniserie de 1987 de Roy Thomas y Tom Mandrake, Shazam!: The New Beginning, el personaje se convirtió en Dudley Batson, un tío de sangre real del joven Billy Batson, el alter ego del Capitán Marvel.
Una segunda versión mejorada del Tío Marvel se introdujo en Power of Shazam! de Jerry Ordway, la novela gráfica en 1984 y una serie de cómics en curso resultante del mismo nombre, que hace que la versión de Thomas y Mandrake no sea canónica. En las historias de Ordway, Dudley H. Dudley es el conserje de la escuela de Billy Batson, quien cuida al niño sin hogar y sin darse cuenta descubre que Billy también es el alter ego del Capitán Marvel. Esta revelación lleva a Dudley a involucrarse en una serie de aventuras de la Familia Marvel, incluida una historia (The Power of Shazam! # 11 y # 12) en la que Dudley gana temporalmente superpoderes (y el disfraz de "Tío Marvel" de la versión original de la personaje) gracias a Ibis el Invencible. Dudley siguió apareciendo en The Power of Shazam! durante la duración de la serie como personaje secundario recurrente, a menudo emparejado con Tawky Tawny, un tigre antropomórfico amigo del Capitán Marvel que se convierte en el compañero de cuarto de Dudley.
Tras la cancelación de The Power of Shazam! en 1999, El "Tío" Dudley prácticamente desapareció de las publicaciones de DC Comics, salvo por un breve cameo en 52 # 16 en la boda de los personajes relacionados con Familia Marvel, Black Adam e Isis y dos breves cameos en números ilustrados por Jerry Ordway de Sociedad de la Justicia de América en 2009 (Vol. 3, # 24 y # 28). El Tío Dudley apareció de manera más prominente en los dos números de Convergence, Convergence: ¡Shazam! en 2015, así como un breve cameo en el número "Thunderworld" - número 4 - de la miniserie de Grant Morrison The Multiversity.

## En otros medios

### Televisión
- En la serie de televisión real, Shazam!, que se emitió en CBS los sábados por la mañana de 1974 a 1976, presentaba al Capitán Marvel y su joven alter ego Billy Batson, acompañados por un anciano conocido como Mentor. El personaje de Mentor se basó libremente en el Tío Marvel, quien en las ediciones concurrentes de la década de 1970 del cómic Shazam! comenzó a lucir un bigote para parecerse a Les Tremayne, el actor que apareció como "Mentor" en la serie de televisión, Shazam!.[2]
- El Tío Marvel apareció junto al resto de la familia Marvel en The Kid Super Power Hour con Shazam!, con la voz de Alan Oppenheimer.
- El Tío Dudley aparece en los episodios de Young Justice, "Alpha Male" y "Misplaced" con la voz de Corey Burton. Es el tutor de Billy Batson. El Capitán Marvel le cuenta sus aventuras antes de volver a Billy Batson y dirigirse a la cama. En "Misplaced", hace un cameo donde se preocupa por la desaparición de Billy en el momento en que Klarion el Niño Brujo, Blackbriar Thorn, Wotan, Félix Fausto y Mago usaron un hechizo de realidad temporal que separó a los niños de los adultos.
- El Tío Dudley aparece en el episodio de Justice League Action, "Capitán Bamboozle", con la voz de John Astin, el padre de Sean, el actor de voz de Shazam.[3] En esta encarnación, sus poderes son otorgados por Mister Mxyzptlk.

### Película
- Una versión alternativa y malvada del Tío Marvel aparece como villano en Justice League: Crisis on Two Earths. Esta versión tiene un conjunto completo de superpoderes de la Familia Marvel. Según los créditos, se llama Tío Super y Bruce Timm le da voz.
- El Tío Dudley aparece en Lego DC: Shazam!: Magic and Monsters como uno de los familiares de Billy Batson.